# Christian Ryan
Christian Ryan (* 5. Juni 1977 in Warrnambool) ist ein ehemaliger australischer Ruderer, der 2000 Olympiazweiter im Achter war.

## Sportliche Karriere
Ryan belegte mit dem australischen Achter 1997 den vierten Platz beim Nations Cup, einem Vorläuferwettbewerb der U23-Weltmeisterschaften, 1998 siegten die Australier. 1999 bei den Weltmeisterschaften in St. Catharines verpasste Ryan mit dem australischen Achter in der Erwachsenenklasse das A-Finale und belegte den siebten Platz. Im Jahr darauf bei den Olympischen Spielen 2000 in Sydney gewann der australische Achter seinen Vorlauf mit anderthalb Sekunden Vorsprung vor den Briten. Im Finale, sechs Tage später, siegten die Briten mit 0,8 Sekunden Vorsprung vor dem australischen Achter mit Christian Ryan, Alastair Gordon, Nick Porzig, Robert Jahrling, Mike McKay, Stuart Welch, Daniel Burke, Jaime Fernandez und Steuermann Brett Hayman.
Nach vier Jahren Pause versuchte Ryan 2005 ein Comeback. Bei den Weltmeisterschaften 2005 belegte er zusammen mit Karsten Forsterling den neunten Platz im Zweier ohne Steuermann.